# Publi Cleli Sícul
Publi Cleli Sícul (llatí: Publius Cloelius Siculus) va ser un dels sis tribuns amb potestat consular nomenats el 378 aC. Els altres cinc van ser: Marc Horaci Pulvil, Espuri Furi Medul·lí, Luci Meneni Lanat, Quint Servili Prisc Fidenes i Luci Gegani Macerí. L'esmenta Titus Livi.